# Lophozia confertifolia
Lophozia confertifolia là một loài Rêu trong họ Jungermanniaceae. Loài này được Schiffner mô tả khoa học đầu tiên..